# 묘다니차량 기지

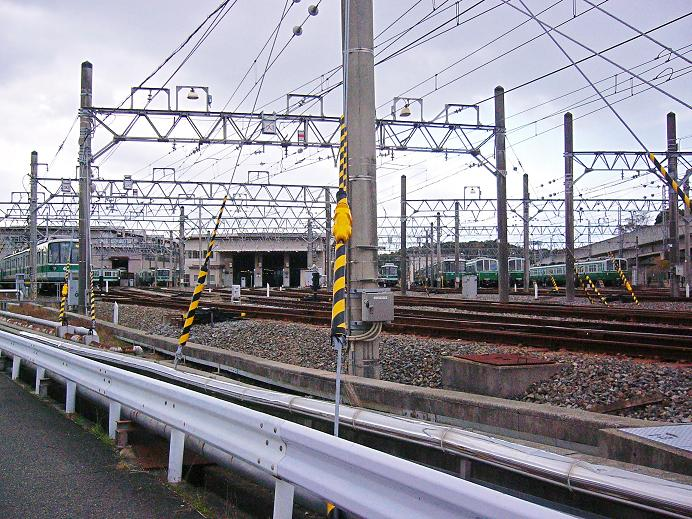
묘다니차량 기지

묘다니 차량기지 (名谷車両基地)는 고베시 스마구에 있는 고베시영 지하철 세이신・야마테선의 차량기지이다. 묘다니역 근처에 있다.

## 소속 차량
- 6000형

### 과거 차량
- 1000형
- 2000형
- 3000형

## 차량 기지 주변
- 소고운도코엔역
- 묘다니역

## 역사
- 1975년 8월 3일 - 업무 개시.
- 1976년 2월 23일 - 첫 편성 반입.
- 1976년 8월 6일 - 묘다니~신나가타에서 시운전 개시.
- 1977년 3월 13일 - 묘다니역~신나가타역 구간 개통.
- 1982년 8월 30일 - 노부신선 착공으로 부지 내 정비.
- 1985년 6월 18일 - 부지 내 정비 완료.
- 1995년 1월 17일 - 한신 아와지 대지진으로 피해를 입다.

## 저장 차량

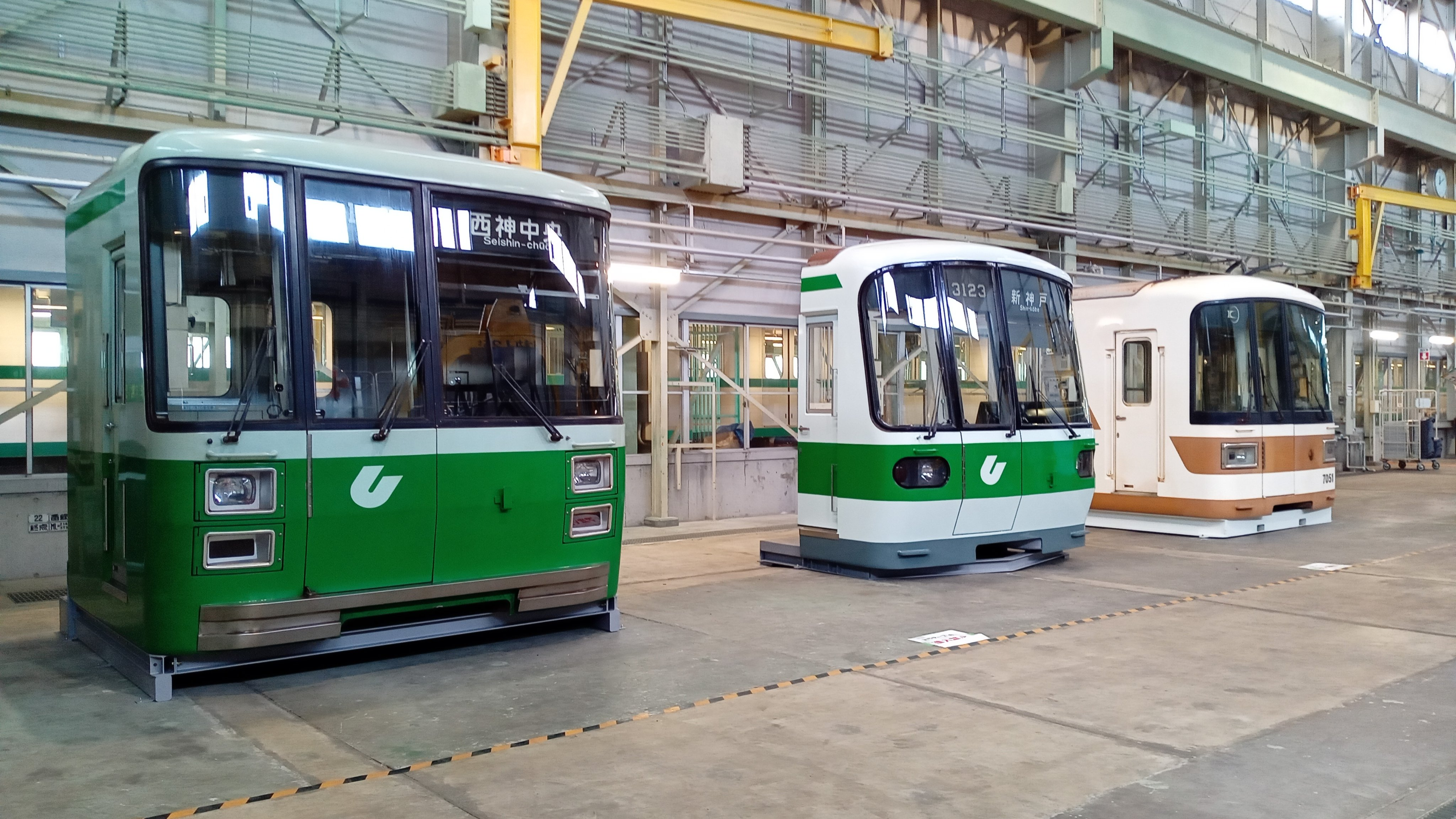
저장 차량

고베 시영 전차 및 고베 시영 지하철 차량이 정태 보존되어 있다. 평소에는 차고 안의 비공개 장소에 보관되어 있으며, 철도의 날 행사 때만 관람할 수 있다.
- 1000형1101호차
- 2000형2119호차 (앞머리만 해당)
- 3000형3123호차 (앞머리만 해당)
- 7000계7051호차 (앞머리만 해당)

또한 매년 가을 철도의 날 행사를 통해 일반에 공개하고 있다.